# أليكس بوغدانوفيتش
أليكس بوغدانوفيتش (بالإنجليزية: Alex Bogdanovic) مواليد 22 مايو 1984 في بلغراد، جمهورية يوغوسلافيا الاشتراكية الاتحادية، هو لاعب كرة مضرب بريطاني يلعب باليد اليسرى بدأ مسيرته كمحترف عام 2002 ويحتل حالياً المرتبة رقم. 708 (31 مارس 2014) في تصنيف رابطة محترفي كرة المضرب. أعلى تصنيف له في الفردي كان المركز الـ 108 في سنة 2007.

## روابط خارجية
- أليكس بوغدانوفيتش على موقع رابطة محترفي التنس (الإنجليزية)
- أليكس بوغدانوفيتش على موقع الاتحاد الدولي لكرة المضرب (الإنجليزية)
- أليكس بوغدانوفيتش على موقع كأس ديفيز (الإنجليزية)
- أليكس بوغدانوفيتش على موقع خلاصة التنس.كوم (الإنجليزية)
- أليكس بوغدانوفيتش على موقع إي إس بي إن.كوم (الإنجليزية)